# Santeswor Chhitapokhari
Santeswor Chhitapokhari (nep. सान्तेश्वर छितापोखरी) – gaun wikas samiti we wschodniej części Nepalu w strefie Sagarmatha w dystrykcie Khotang. Według nepalskiego spisu powszechnego z 2001 roku liczył on 509 gospodarstw domowych i 2927 mieszkańców (1437 kobiet i 1490 mężczyzn).